# Кащеєв Іван Андрійович
Іван Андрійович Кащеєв (нар. 27 березня 1911, місто Суми Харківської губернії, тепер Сумської області — квітень 1983, місто Київ) — український радянський компартійний діяч, 1-й секретар Івано-Франківського обкому КПУ. Депутат Верховної Ради УРСР 5—6-го скликань.

## Біографія
Народився в родині робітника. Закінчив семирічну школи.
У 1926 році розпочав трудову діяльність робітником торфорозробок на Сумщині. Працював у сумському приміському колгоспі «Червоний незаможник», був робітником на цукровому заводі. З 1930 року — модельник Харківського заводу сільськогосподарського машинобудування «Серп і Молот».
Член ВКП(б) з 1932 року.
У 1933—1936 роках — у Червоній армії. У 1936 — квітні 1938 року — голова цехового комітету, парторг цеху, заступник секретаря партійного комітету, з квітня 1938 до 1940 року — секретар партійного комітету Харківського заводу сільськогосподарського машинобудування «Серп і Молот».
У 1940—1941 роках — 1-й секретар Сталінського районного комітету КП(б)У міста Харкова. У 1941—1943 роках — 2-й секретар Баймацького районного комітету ВКП(б) Башкирської АРСР. У 1943 році — секретар Марківського районного комітету ВКП(б) Саратовської області. У 1943—1945 (оф. травні 1946) роках — 1-й секретар Сталінського районного комітету КП(б)У міста Харкова.
У 1945 (затв. у травні 1946)—1952 роках — завідувач організаційно-інструкторського відділу; відділу партійних, профспілкових і комсомольських органів Харківського обласного комітету КП(б)У.
У 1952—1955 роках — навчання у Вищій партійній школі при ЦК КП України.
У вересні 1955 — жовтні 1956 року — секретар Дрогобицького обласного комітету КП(б)У.
У жовтні 1956 — травні 1959 року — 2-й секретар Дрогобицького обласного комітету КП(б)У.
4 червня 1959 — 3 серпня 1963 року — 2-й секретар Станіславського (Івано-Франківського) обласного комітету КП(б)У.
3 серпня 1963 — 25 січня 1966 року — 1-й секретар Івано-Франківського обласного комітету КП(б)У.
У грудні 1965 — 1974 року — заступник міністра легкої промисловості Української РСР із кадрів.
З 1974 року — персональний пенсіонер союзного значення. Помер на початку квітня 1983 року в Києві.

## Нагороди
- три ордени Трудового Червоного Прапора (28.08.1944; 23.01.1948; 26.02.1958)
- орден «Знак Пошани» (22.03.1966)
- медалі